# Cồn (thị trấn)
Cồn là một thị trấn thuộc huyện Hải Hậu, tỉnh Nam Định, Việt Nam.

## Địa lý
Thị trấn Cồn nằm ở phía nam huyện Hải Hậu, có vị trí địa lý:
- Phía đông giáp vịnh Bắc Bộ
- Phía đông bắc giáp xã Hải Đông
- Phía tây giáp xã Hải Sơn
- Phía tây nam giáp xã Hải Xuân
- Phía nam giáp xã Hải Xuân
- Phía bắc giáp các xã Hải Tân và Hải Tây.

Thị trấn Cồn có diện tích 11,58 km², dân số năm 2022 là 27.896 người, mật độ dân số đạt 2.408 người/km².

## Hành chính
Thị trấn Cồn được chia thành 7 tổ dân phố số: 1, 2, 3, 4, 5, 6, 7.

## Lịch sử
Cồn là thị trấn đầu tiên của tỉnh Nam Định, được thành lập vào năm 1958 theo quyết định của Thủ tướng Chính phủ Việt Nam Dân chủ Cộng hòa, trên cơ sở một phần diện tích tự nhiên và dân số của các xã Hải Tiến, Hải Tân và Hải Lý.
Ngày 18 tháng 12 năm 1976, Chính phủ ban hành Quyết định số 1506-CP sáp nhập xã Hải Tiến vào thị trấn Cồn.
Ngày 2 tháng 12 năm 2021, HĐND tỉnh Nam Định ban hành Nghị quyết số 61/2021/NQ-HĐND về việc:
- Sáp nhập TDP số 2 vào TDP Số 1.
- Sáp nhập 3 TDP: Hùng Uyển, Nguyễn Thọ, Vũ Đức thành TDP Số 2.
- Sáp nhập TDP Số 4A vào TDP Số 3.
- Đổi tên TDP Số 4B thành TDP Số 4.
- Sáp nhập TDP Cao An vào TDP Số 5.
- Sáp nhập TDP Nguyễn Tảo và TDP Thị Lý thành TDP Số 6.
- Sáp nhập 4 TDP: Đỗ Bá, Nguyễn Chẩm A, Nguyễn Chẩm B, Nam Thịnh thành TDP Số 7.

Ngày 23 tháng 7 năm 2024, Ủy ban Thường vụ Quốc hội ban hành Nghị quyết số 1104/NQ-UBTVQH15 về việc sắp xếp đơn vị hành chính cấp huyện, cấp xã trên địa bàn tỉnh Nam Định (nghị quyết có hiệu lực từ ngày 1 tháng 9 năm 2024). Theo đó, sáp nhập toàn bộ diện tích tự nhiên là 3,47 km², quy mô dân số là 6.279 người của xã Hải Chính và toàn bộ diện tích tự nhiên là 5,94 km², quy mô dân số là 12.773 người của xã Hải Lý vào thị trấn Cồn.
Sau khi nhập, thị trấn Cồn có diện tích tự nhiên là 11,58 km² và quy mô dân số là 27.896 người.

## Kinh tế - xã hội
Thị trấn Cồn từ xưa đã nổi tiếng với chợ Cồn – trung tâm thương mại của cả vùng phía nam huyện Hải Hậu.
Thị trấn Cồn có Trường THPT C Hải Hậu, Trường THCS Thị trấn Cồn và Trường Tiểu học Thị trấn Cồn.

## Văn hóa
Chùa Cồn là ngôi chùa nổi tiếng của huyện với lễ hội được tổ chức vào ngày 4 tháng 2 âm lịch hàng năm. Chùa nằm tại TDP số 5, cách ủy ban nhân dân thị trấn khoảng 100 m về phía Tây. Chùa Cồn đã được Bộ Văn hóa – Thông tin trao bằng Di tích Lịch sử cấp Quốc gia năm 1995. Thị trấn Cồn còn có đền thờ Trần Hưng Đạo tại TDP 4A được xây dựng hàng trăm năm có cây đa cổ thụ là nơi nuôi giấu Công an Nam Định trong thời kỳ kháng chiến. Thị trấn cũng có gần 40% dân số theo đạo Thiên Chúa, tập trung chủ yếu quanh khu vực Nhà thờ An Bài. Nơi đây có nhà thờ đổ Hải Lý.